# Метромувер
Метромувер, Метродвигун (англ. Metromover) — безкоштовна автоматизована система ліній піплмувера у місті Маямі, Флорида, США. Система доповнює міський метрополітен, від якого відрізняється невеликими відстанями між станціями та використанням автоматизованих маленьких вагонів. По суті Метромувер — це мініатюрне метро. З трьох подібних систем (Маямі, Детройт та Джексонвілл) працюючих в центрах великих міст США, метромувер Маямі є найуспішнішим, через постійне збільшення кількості пасажирів.

## Історія
Початкова дистанція, так звана центральна петля відкрилася 17 квітня 1986 року. Розширення системи на північ та на південь, так звані зовнішні петлі, сталося у 1994 році.
Спочатку була встановлена вартість проїзду в розмірі 25 центів. Але пізніше зрозуміли що витрати на знімання платні, такі як зарплатня касирів, контролерів тощо, майже однакові з отриманим прибутком. Знімання платні скасували у 2002 році після цього почала стрімко зростати кількість пасажирів метромуверу. Компенсувало витрати одночасне збільшення кількості пасажирів міського метро, проїзд в якому залишився платним. Таким чином метромувер здійснює підвіз пасажирів до станцій метро, з якими існують зручні пересадки.

## Система
Метромувер складається з трьох ліній що використовують спільно петлю в центрі, та має 21 станцію. Станції розташовані в центрі Маямі приблизно через кожні два квартали, біля основних офісних та житлових багатоповерхівок. Вся система побудована естакадною та двоколійною.

### Лінії
- Внутрішня петля складається з 8 станцій, потяги курсують по годинниковій стрілці лише в центрі міста.
- Петля Омні складається з 14 станцій, пройшовши по центральній петлі проти годинникової стрілки, потяги прямують на північ від центра міста.
- Петля Бріклл складається також з 14 станцій, але пройшовши центральну спільну для всіх ліній ділянку, потяги прямують на південь.

## Рухомий склад
Сучасний рухомий склад представлений вагонами виробництва Бомбардьєр, моделі Innovia APM 100. Перші 12 одиниць нового рухомого складу надійшли до міста у 2008 році, замінивши собою попередні вагони. Зараз систему обслуговують 29 вагонів, з шинним ходом. На внутрішній петлі зазвичай використовуються двовагонні потяги, тоді як на зовнішніх петлях одиничні вагони.

## Режим роботи
Працює по буднях з 5:00 до півночі, у п'ятницю та вихідні до 2:00. Інтервал руху на внутрішні петлі починається від 90 секунд у годину пік, до 3 хвилин в решту часу. На зовнішніх петлях інтервал складає 5 — 6 хвилин, відповідно в центрі на спільні ділянці вдвічі менший.

## Галерея

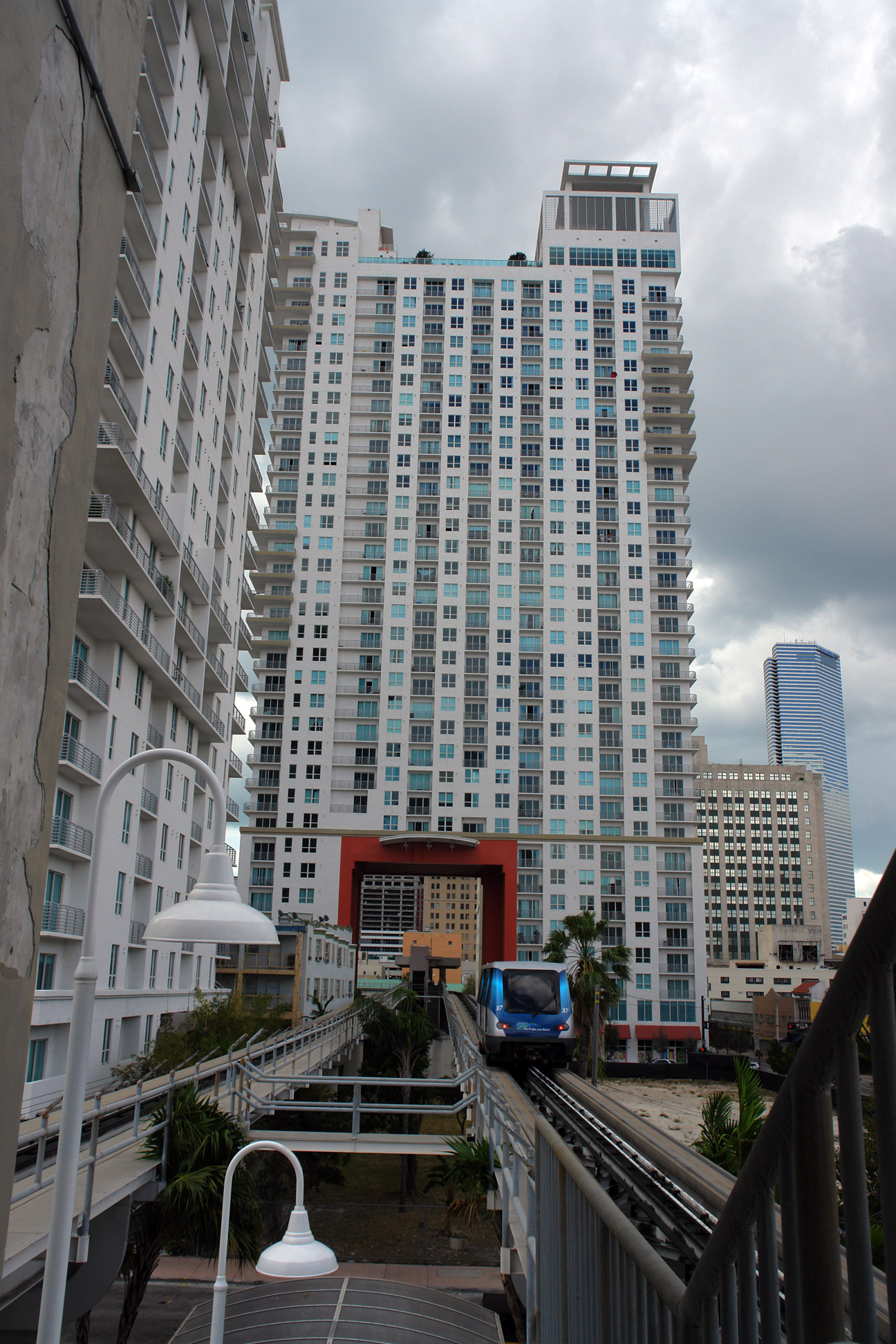
Естакада вбудована в будинок
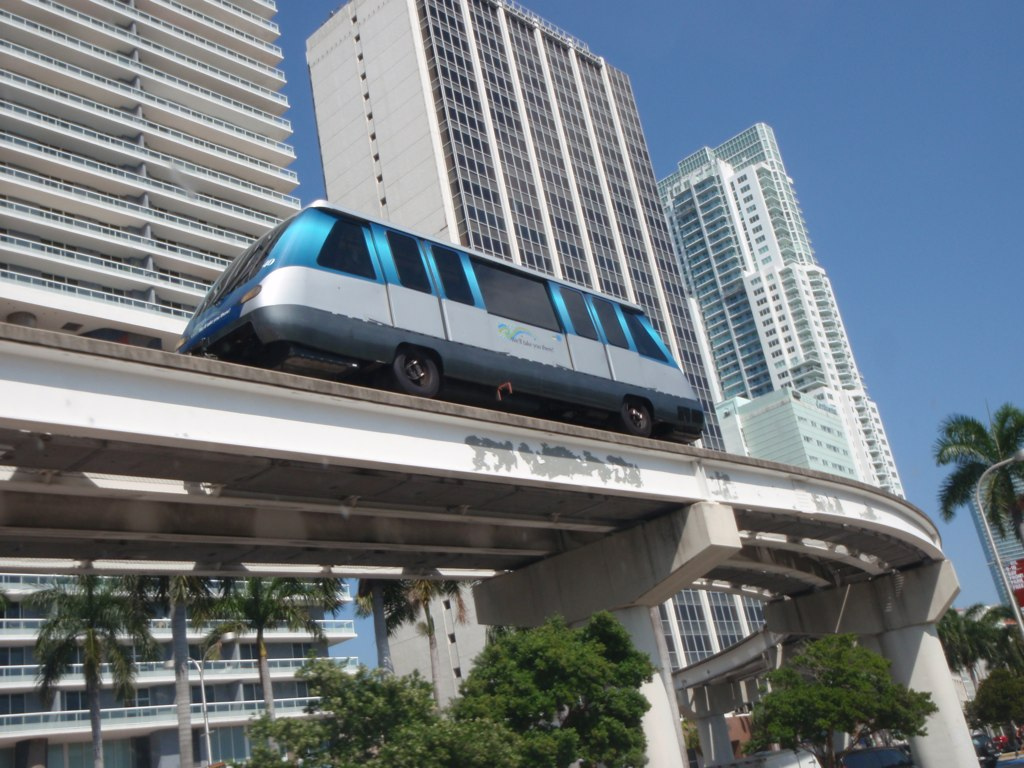
Вагон на естакаді
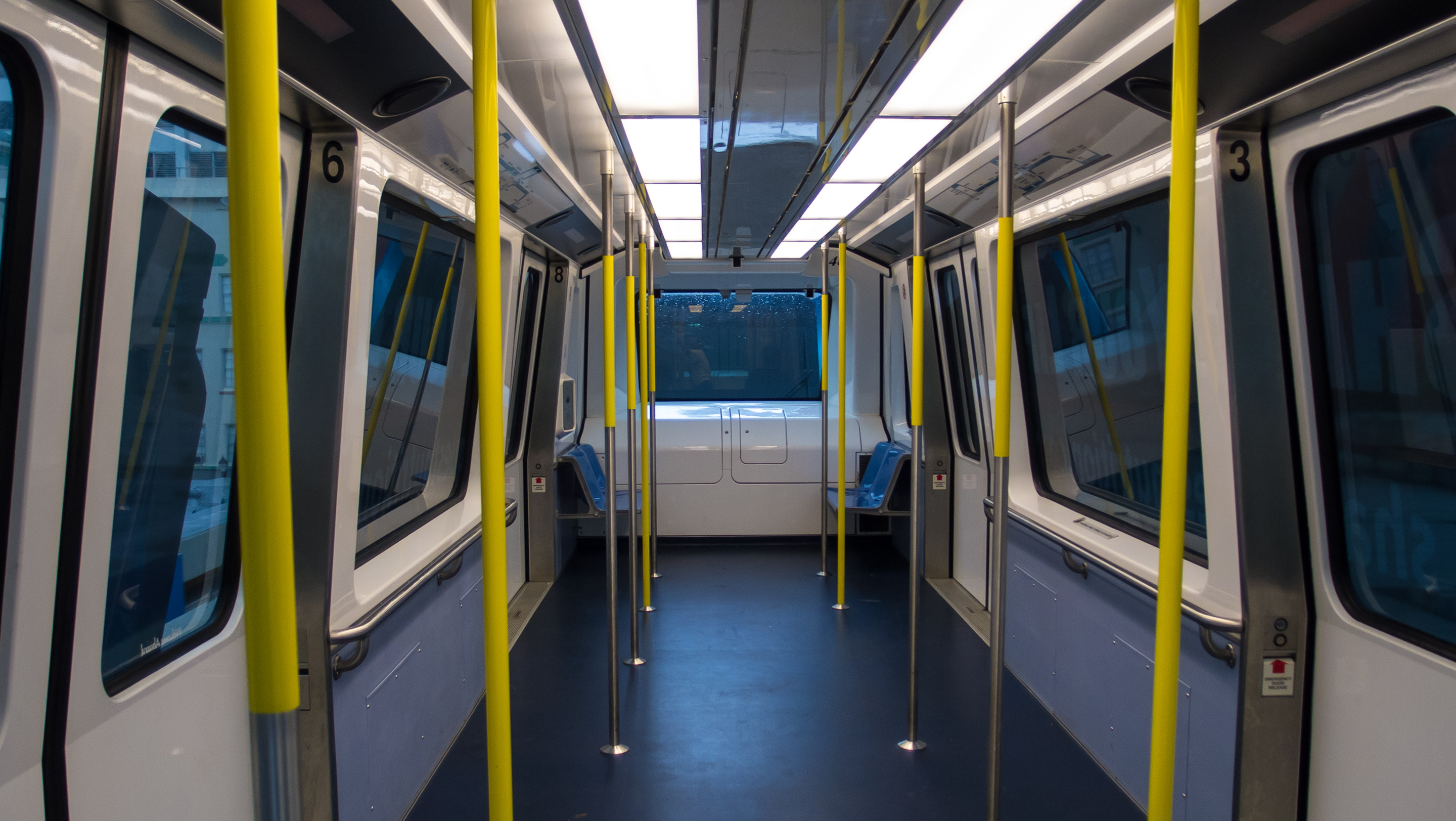
Всередині порожнього вагону